# Radical 7

Le radical 7 (二), signifiant deux, est un des 23 radicaux de Kangxi qui est composé de 2 traits. Dans le dictionnaire de caractères de Kangxi il existe 29 caractères qui sont classés sous ce radical, sur un total de plus de 40 000.

## Caractères avec le radical 7
| nombre de traits          | caractères        |
| ------------------------- | ----------------- |
| Sans trait supplémentaire | 二                |
| 1 trait supplémentaire    | 亍 于 亏 亐       |
| 2 traits supplémentaires  | 云 互 亓 五 井 亖 |
| 3 traits supplémentaires  | 亗                |
| 4 traits supplémentaires  | 亘 亙 亚          |
| 5 traits supplémentaires  | 些 亜             |
| 6 traits supplémentaires  | 亝 亞 亟          |